# 千葉聖心高等学校
千葉聖心高等学校（ちばせいしんこうとうがっこう）とは、千葉県千葉市中央区道場北一丁目にある私立高等学校。運営は学校法人増田学園。

## 概要
1947年に千葉洋裁学院として設立された現在の千葉女子専門学校の系列学校として1979年に開校。
開校以来千葉女子専門学校と校舎を共用していたが、2008年に第二体育館として使用されていた施設を改築し、完全移転分離した。
施設が充実しており、校内にエレベーターがある。1階のカフェテリアで昼食を楽しむ（軽食販売）。また、ピアノ練習室、保育ルームなど保育学習に特化した施設がある。
2007年にコース制導入。2年次より適用される。
こども保育コース
保育士や幼稚園教諭を目指す人のためのコース。
千葉女子専門学校附属聖幼稚園と連携し、教育実習が行われる。また、千葉女子専門学校への優先入学制度が適用される。
進学コース
大学・短期大学や医療系の専門学校への進学を目指すコース
放課後に「入試対策講座」、長期休業中に「夏季・冬季講座」が開講される。
総合コース
大学・短大・専門学校への進学希望から就職まで多種多様な進路希望に対応。
進路ガイダンス、就職ガイダンス、職業体験学習などを通じて総合的にサポート。

## 教育方針
建学の精神
- 聖心　清らかな心で他を思いやること
- 努力　目標の実現に向け,何事にも真剣に取り組むこと
- 奉仕　相手の身になって考え,互いに助け合うこと

教育方針
1. 確かな学力を身に付けた,行動力のある女性の育成
2. 豊かな心と礼儀正しい自立した女性の育成
3. 学校・保護者・地域の連携から育まれる豊かな表現力の育成

## 歴史
- 1947年（昭和22年） - 千葉洋裁学院（千葉市中央区椿森、後の千葉女子専門学校）開校。
- 1957年（昭和32年） - 学校法人増田学園認可。
- 1964年（昭和39年） - 千葉女子専門学園と改称。
- 1967年（昭和42年） - 現在地（千葉市中央区道場北）に移転。鉄筋コンクリート校舎5階建新築。
- 1976年（昭和51年） - 千葉女子専門学校と改称。
- 1979年（昭和54年） - 校舎新増築、千葉聖心高等学校設置認可、開校（校舎を専門学校と共同利用）。
- 1994年（平成6年） - 第二体育館新築。
- 2003年（平成15年） - 新制服導入。
- 2007年（平成19年） - コース制導入。
- 2008年（平成20年） - 千葉女子専門学校校舎移転分離。高校校舎及びプロムナードガーデン等改修。増田学園創立60周年記念式典挙行。
- 2009年（平成21年）- グランド完成。
- 2012年（平成24年）- グランド人工芝化。

## 行事
- 4月 - 始業式、入学式、新入生オリエンテーション、校外学習、ウォーキング大会
- 5月 - 授業参観、体育祭
- 6月 - 前期中間考査、幼稚園教育実習（こども保育コースのみ）
- 7月 - 職業体験学習、幼稚園教育実習（こども保育コースのみ）
- 8月 - 夏季休業
- 9月 - 始業式、避難訓練、前期期末考査、りんどう祭（文化祭）
- 10月 - 球技大会
- 11月 - 芸術鑑賞教室
- 12月 - 後期中間考査、冬季休業
- 1月 - 推薦・一般入試
- 2月 - 後期期末考査（3年次）、修学旅行（2年次）、予餞会
- 3月 - 卒業式、後期期末考査（1・2年次）、修了式、春季休業

※修学旅行は平成21年度より沖縄となっている。
※りんどう祭（文化祭）は、専門学校・附属幼稚園との合同祭となっている。

## 部活動

### 運動部
- バドミントン
- バスケットボール
- 剣道
- 硬式テニス
- サッカー
- ソフトテニス
- ダンス
- カーレット

### 文化部
- クッキング
- 吹奏楽
- 漫画研究
- 茶道
- 理科
- 社会科
- 囲碁
- 華道
- 演劇
- 百人一首
- 映画
- 美術
- 軽音楽
- ボランティア

## 制服
- ブレザー - 濃紺
- スカート - 灰色、タータンチェック
- ブラウス - オフホワイト
- リボン  - チェック
- セーター・ニットベスト - 紺
- 靴下 - 紺、黒 （夏季はスクールソックスも可）
- 靴 - 茶、黒

※アイテムカラーは組み合わせ自由。

## アクセス
- JR総武本線「東千葉駅」より徒歩約10分
- JR総武線・成田線・外房線・内房線「千葉駅」東口または、京成電鉄京成千葉線「京成千葉駅」より前9番バス停京成バス「千城台車庫」・「御成台車庫」行き乗車、「道場」バス停下車　徒歩1分。

## 系列学校
- 千葉女子専門学校
- 千葉女子専門学校附属聖こども園